# Börtnessjön
Börtnessjön, även Börtnen, är en sjö i Bergs kommun i Jämtland och ingår i Ljungans huvudavrinningsområde. Sjön är 10 meter djup, har en yta på 2,51 kvadratkilometer och befinner sig 445,9 meter över havet. Sjön avvattnas av vattendraget Ljungan.
Börtnen befinner sig nedanför Flåsjön och ovanför Lännässjön.
Börtnessjön hänger ihop med den nedströms belägna Lill-Börtnen och byn Börtnan ligger vid sjön. Sjön erbjuder goda fiskemöjligheter och ut i sjösystemet rinner åarna Ljungan, Arån, Aloppan och Galån. 

## Historia
Tidigare, före nybygget i Börtnan på 1700-talet, var det Skålan som hade fiskerätten i sjön. Sjöarna som idag heter Börtnessjön och Lill-Börtnen har på historiska kartor namnen:
- Över Börknan, Ytter Börknan (1645)
- Över Borknan, Ytter Borknan (1645)
- Björnsjön (1686)
- Stor-Börsjön (1710-20)
- Stora Björn (1771, 1797)
- Över Börsen, Ytter Börsen (1800, 1811)
- Byrknasjön. Över Börn samt Ytter Börn (1819)
- Storbörn (1846-58)
- Storbörn samt Lillbörn (1852)[6]

## Fiskarter i Börtnessjön
- Abborre (abbarr)... perca fluviatilis
- Insjööring (aure)... salmo trutta lacustris
- Blåsik (Blaosik)... coregonus megalops
- Gädda (gjedde)... esox lucius
- Harr (har)... thymallus thymallus
- Lake (lăkă)... lota lota
- Fjällröding (rør)... salvelinus alpinus
- Laxöring (storaure)...
- storsik... coregonus maxillari
- Regnbåge... Salmo gairdneri (rymlingar från fiskodling)
- Elritsa... Phoxinus phoxinus
- Ål... Anguilla anguilla (Finns inte längre i sjön pga kraftdamsutbyggnaderna i Ljungan nedströms)

## Delavrinningsområde
Börtnessjön ingår i delavrinningsområde (696106-140095) som SMHI kallar för Utloppet av Börtnessjön. Medelhöjden är 500 meter över havet och ytan är 21,59 kvadratkilometer. Räknas de 279 avrinningsområdena uppströms in blir den ackumulerade arean 2 077,97 kvadratkilometer. Avrinningsområdets utflöde Ljungan mynnar i havet. Avrinningsområdet består mestadels av skog (74 procent). Avrinningsområdet har 2,49 kvadratkilometer vattenytor vilket ger det en sjöprocent på 11,5 procent.